# Black Friday (1869)
O pânico do ouro da Black Friday de 24 de setembro de 1869 foi causado por uma conspiração entre dois investidores, Jay Gould e seu sócio James Fisk, e Abel Corbin, um pequeno especulador que havia se casado com Virginia (Jennie) Grant, a irmã mais nova do presidente Ulysses Grant. Eles queriam encurralar o mercado de ouro e forçar o aumento do preço do metal na Bolsa de Ouro de Nova York. O escândalo ocorreu durante a presidência de Ulysses S. Grant, cuja política era vender ouro do Tesouro em intervalos semanais para pagar a dívida nacional, estabilizar o dólar e impulsionar a economia. O país havia passado por uma tremenda convulsão durante a Guerra Civil e ainda não estava totalmente restaurado.
Gould e Fisk esperavam tirar proveito do relacionamento de Corbin com seu cunhado - o presidente - e Gould persuadiu Corbin a apresentá-lo a Grant. Gould e Fisk esperavam que fazer amizade com o presidente lhes obtivesse informações privadas sobre a política de ouro do governo – e até mesmo impedir a venda de ouro – e, assim, manipular o mercado. Deu certo, resultando em um escândalo que minou tanto a credibilidade da presidência de Grant quanto a economia nacional. Gould e Fisk usaram suas aparições pessoais com Grant para ganhar credibilidade em Wall Street, além de usar suas informações privilegiadas.
Durante a primeira semana de setembro, o secretário do Tesouro de Grant, George S. Boutwell, recebeu uma carta de Grant. Disse-lhe que as vendas de ouro seriam prejudiciais para os agricultores ocidentais, uma noção plantada por Gould e Fisk. Boutwell suspendeu as vendas de ouro do Tesouro. Ao mesmo tempo, Gould e Fisk começaram a comprar ouro através do Gold Room de Nova York, elevando o preço do ouro. Depois de aprender sobre a natureza de seu esquema, Grant primeiro disse a Corbin para descarregar suas reservas de ouro antes de ordenar a liberação de US$ 4 milhões em ouro do governo em 24 de setembro. O movimento de Grant imediatamente derrubou o preço do ouro. Seguiu-se um pânico em Wall Street e o país passou por meses de turbulência econômica. Graças aos esforços de Grant, bem como aos de sua administração, uma depressão nacional foi evitada. Gould e Fisk contrataram a melhor defesa disponível. Favorecidos pelos juízes de Tweed Ring, os parceiros conspiratórios escaparam da acusação. Uma investigação do governo de 1870, liderada pelo também republicano James A. Garfield, inocentou Grant de qualquer envolvimento ilícito na conspiração.